# Tuzséri földvár
A földvár a honfoglalás idején itt letelepedett lakosság védelméül épült.

## Fekvése
Tuzsér mellett, közvetlenül aTisza mellett, a volt Lónyay kastély közelében található.

## Története
A terület és környéke ősidők óta lakott. A földvár téglalap alakú építmény, a századfordulón környékén, a kastélytól pár száz lépésre folytatott ásatásokkor obszidián szilánkokat, durva cserépedény töredékeket és három szép bronzkardot találtak. A szántáskor megtalált kardokat az akkori birtokos, gróf Forgách Margit a Jósa András múzeumának ajándékozta.
A kardok markolata 3-3- körülfutó léccel, ezek közei pedig különféleképpen voltak díszítve. Pengéje liliom levél alakú. Az egyik csészés, kettő pedig korongos markolat fejjel.
A tuzséri földvár védelmi funkcióját a honfoglalás után is megtartotta, hiszen a gyepű egyik vonala a Tiszakönyök mellett haladt.
Felső-Szabolcs területén a honfoglaló magyarságnak sok értékes tárgyi emléke maradt meg. A volt kisvárdai járás szinte minden második községe így Tuzsér is dicsekedhet honfoglalás kori lelettel. Ennek oka azzal magyarázható, hogy a nemzetségfők földváraik köré telepítették gazdag rokonaikat, bizalmas embereiket, akikre szükség esetén számítani lehetett. Kisvárda, a hajdani Borsova megye központja nemzetségfői szálláshely volt, környékén számos tarsolylemezes családi, nagycsaládi temetőt tártak fel; például Bezdéden, Eperjeskén, Rétközberencsen és Tuzséron is.